# Донель, Иоганн Юстин
Иоганн Юстин Донель (правильнее Дёнель, нем. Johann Justinus Döhnel; 25 сентября 1661, Гота — 1711, Позен) — доктор медицины, лейб-медик императора Петра I.
Сын аптекаря из Готы Элиаса Дёнеля. Окончил в 1680 году гимназию в Готе. Затем учился в Кёнигсберге. Медицинской практикой сначала занимался в принадлежавших Швеции Ниеншанце и Нарве; среди тамошних английских купцов находил обширную практику, получая хорошие доходы. Затем, ввиду незаконченности своего медицинского образования, отправился в Нидерланды и в 1695 г. получил степень доктора медицины в Лейденском университете, защитив диссертацию «О параличе» (лат. De paralysi). По возвращении из Голландии он определился на службу государственным врачом города Нарвы и Ингерманландии, сделался также членом медицинской коллегии в Стокгольме. При взятии Нарвы российскими войсками в 1704 году попал в плен, однако царь Пётр не только принял его под своё покровительство, но и сделал его своим лейб-медиком. В этой должности Донель был предшественником Роберта Арескина.